# ヴェルナー・コッホ
ヴェルナー・コッホ (ドイツ語: Werner Koch、1961年7月11日 - ) は、ドイツの自由ソフトウェアプログラマである。GNU Privacy Guard (GnuPG、GPG) の作者として知られている。また、Free Software Foundation Europeの事務局長とドイツの副代表を務めた。2015年、GnuPGの開発によりAdvancement of Free Software awardを受賞した。
ジャーナリストやセキュリティの専門家はGnuPGに依存している。エドワード・スノーデンはGnuPGを使用して監視を回避し、内部告発を行った。

## 半生
彼はデュッセルドルフ近郊のエルクラートに住んでいる。彼はリチャード・ストールマンの講演に出席し、1997年からフィル・ジマーマンによるPretty Good Privacy (PGP) の別実装として開発を開始した。当時は暗号の輸出規制が行われていた。1999年、GnuPGの最初のバージョンがリリースされた。GnuPGはGPGTools・Enigmail・Gpg4winなど、殆どの電子メール暗号化プログラムの基礎となった。
1999年、彼は連邦経済技術省から318,000マルクの助成金を受け取り、GnuPGをMicrosoft Windowsと互換性を持つようにした。2005年、連邦政府からS/MIMEの開発の支援を得る契約を結んだ。
GnuPGの人気は高かったが、彼は2001年以降、年収25,000ドルと財政的に苦労しており、プロジェクトを放棄し、より高収入のプログラマの仕事をしようと考えていた。しかし、エドワード・スノーデンが告発した文書によりアメリカ国家安全保障局の監視の程度が判明し、プロジェクトを継続することにした。2014年、資金援助によって一般の人々から137,000ドルの寄付を受け取り、FacebookとStripeはGnuPGの開発に毎年50,000ドルの寄付をすることを約束した。2015年、Linux FoundationのCore Infrastructure Initiativeから60,000ドルの助成金を受け取った。